# Stayeren
Stayeren is een sportterm. Het betekent zowel "achter een gangmaker rijden" als "een lange afstand lopen of rijden".

## Stayeren in verschillende sporten
Bij het stayeren in het baanwielrennen rijden alle renners achter een zware motor voorzien van een rol waar de renner zo dicht mogelijk tegen rijdt; men spreekt van een Derny. De gangmaker zit rechtop om de renner beschutting te bieden. Hierdoor worden hoge snelheden bereikt.
Met een stayer in het schaatsen wordt een langeafstandsschaatser bedoeld. Daarmee doelt men in het schaatsen op schaatsers die een voorkeur hebben voor de 5000 en de 10.000 meter. Met het werkwoord stayeren bedoelt men in de schaatssport, de wielersport en de triatlon de situatie dat een rijder direct achter of kort achter een of meerdere andere rijders rijdt om zodoende minder last te hebben van rijwind (het Engelse draften).
Bij de meeste triatlonwedstrijden is stayeren (drafting) niet toegestaan. Het wordt wel toegestaan bij de Olympische spelen en een aantal Wereld Series. Bij de Ironman kan het bijvoorbeeld niet. Er geldt een minimale onderlinge afstand die in acht moet worden genomen en een tegenstander dient binnen een bepaalde tijdspanne ingehaald te worden. In de triatlon- en duatlonsport houden arbiters achterop motorfietsen toezicht op de naleving van met name deze regel. Bij betrapt worden op heterdaad geldt dan voor de betreffende deelnemer het stop-and-go als sanctie: de betrapte deelnemer wordt ter plekke door de scheidsrechter gesommeerd te stoppen en moet beide voeten aan de grond zetten alvorens de koers te mogen vervolgen. Anders geldt een minimumafstand die de fietser moet aanhouden naar zijn voorganger. Mogelijkheid om te stayeren heeft in het triatlon een grote impact: het benadeelt sterke fietsers, winnaars zijn vaak de goede hardlopers.